# Bukovník

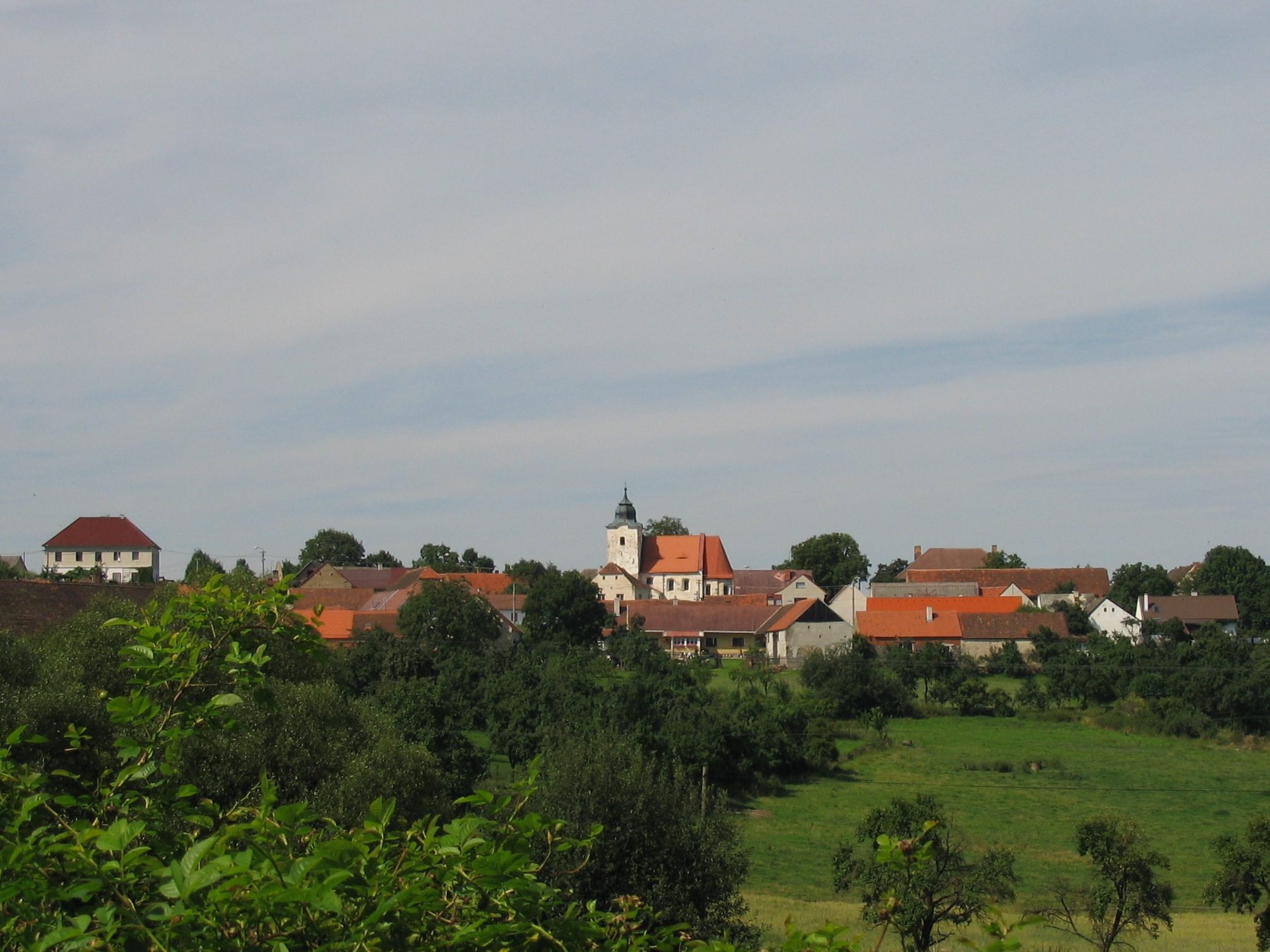
Blick von Süden auf Bukovník

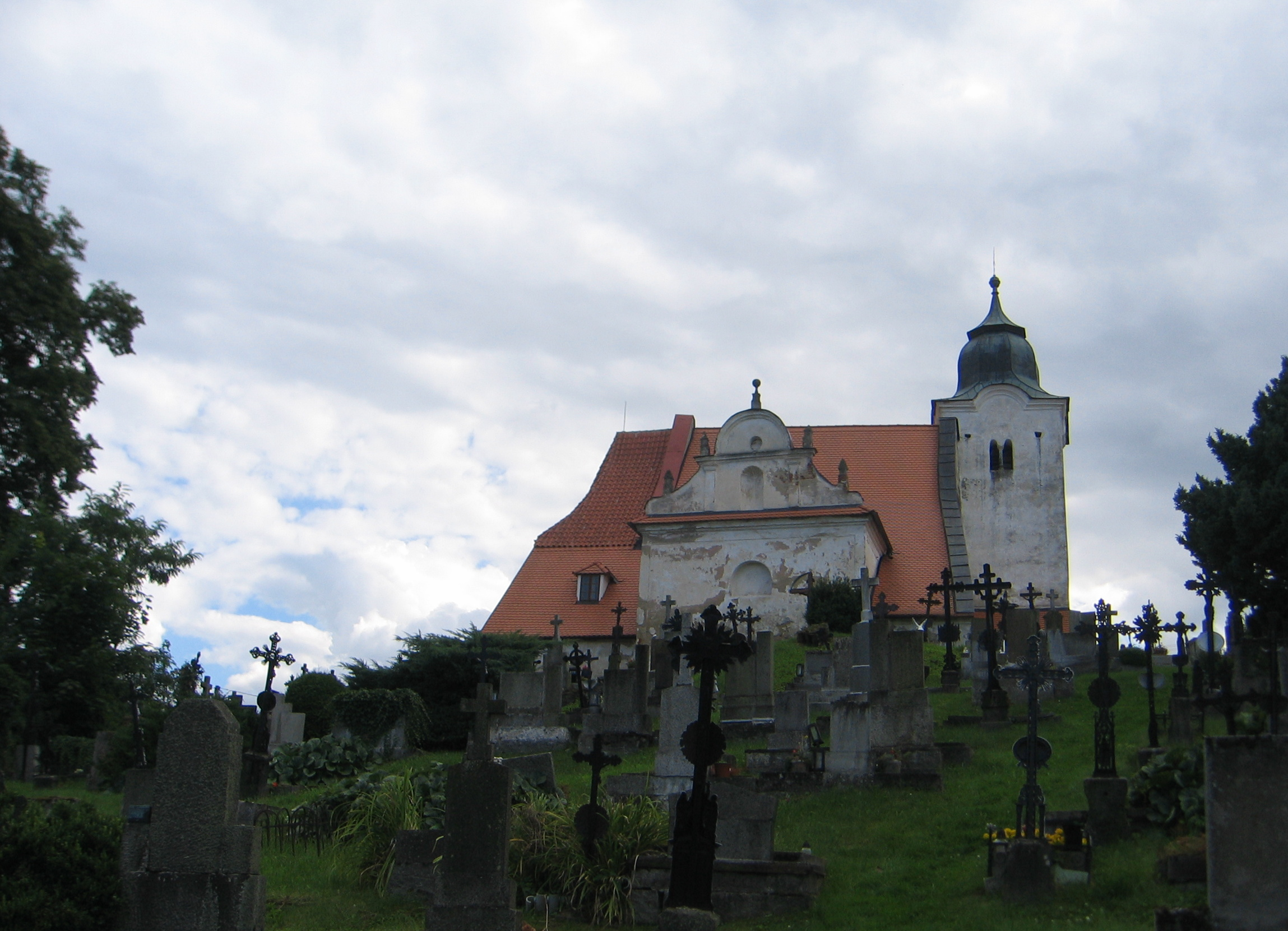
Kirche St. Wenzel und Friedhof

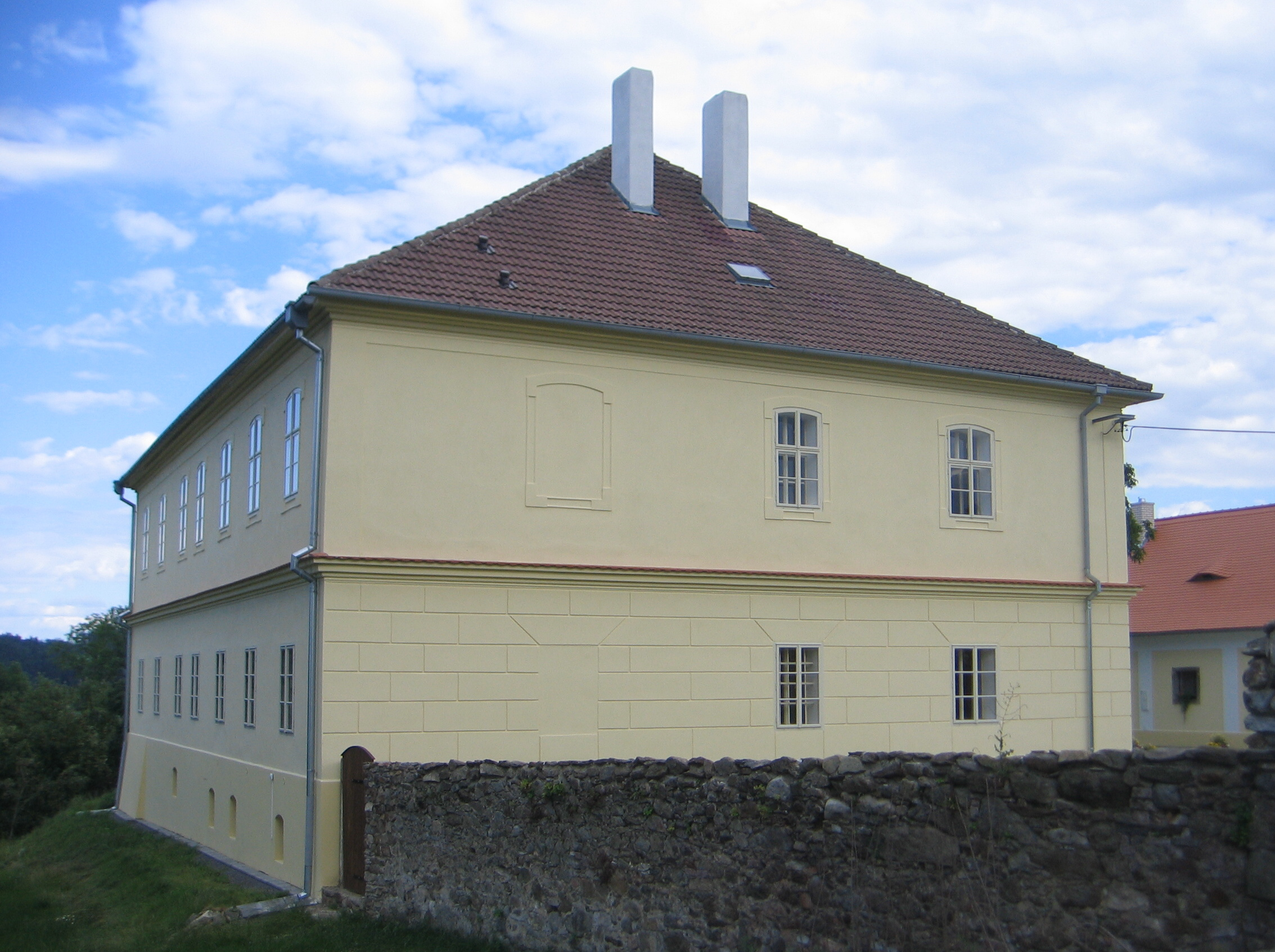
Pfarrhaus

Bukovník (deutsch Bukownik, 1939–45: Buchen) ist eine Gemeinde in Tschechien. Sie liegt elf Kilometer östlich von Sušice und gehört zum Okres Klatovy.

## Geographie
Bukovník befindet sich linksseitig über dem Tal des Baches Mačický potok in den Šumavské podhůří (Böhmerwaldvorland).
Nordöstlich erheben sich der Hájek (633 m) und der Želenov (663 m), im Osten der Vojíkov (673 m), südöstlich der Na Mštětíně (714 m) und der Bitovín (694 m) sowie im Westen die Pálená hora (697 m).
Nachbarorte sind Domoraz im Norden, Damětice, Frymburk und Mačice im Nordosten, Vojnice, Škůdra, Zvotoky und Předměstí im Osten, Strašice und Soběšice im Südosten, Damíčské Chalupy, V Chaloupkách, Damíč, Nahořánky und Strašín im Süden, Věštín, Nezdice na Šumavě, Hamr, Strádal, Napajedla, Rozsedly und Podskalí im Südwesten, Žihobce und Dražovice im Westen sowie Velká Chmelná, Lázna, Podolí und Bílenice im Nordwesten.

## Geschichte
Die erste urkundliche Erwähnung des Dorfes erfolgte im Jahre 1251 als Besitz des Vladiken Dobcz von Bukovník. Dessen Sitz, die Feste Bukovník, lag an einem strategisch günstigen Platz auf den heutigen Pfarrfeldern über der Kirche, der eine freie Sicht zu den umliegenden Tälern bot. Zum Gut Bukovník gehörte neben dem Dorf und der Feste Bukovník auch das Dorf Prašivá mit einer weiteren Feste und einem Meierhof, das während der Hussitenkriege erlosch. Die Vladiken von Bukovník, die ein Gitter im Wappen führten, wurden im 14. Jahrhundert durch ein nicht namentlich bekanntes Rittergeschlecht abgelöst, dessen Wappen zwei Büffelhörner zierten. Zum Ende des 14. Jahrhunderts erwarben die Brüder Hořčicky von Prosty auf Mačice auch die Güter Bukovník und Damíč. Jan Hořčicky von Prosty wurde als Raubritter berüchtigt, im Jahre 1520 ließ ein Heer der umliegende Städte seine Feste Damíč einschließlich des Meierhofes und des Dorfes niederbrennen. Nachfolgende Besitzer waren die Herren Březský von Ploskovice, 1629 folgten Zdeněk Ježovský von Luby auf Kalenice und seine Frau Sophia Dorothea Boryně von Lhota. Zudem gab es in Bukovník einen Freihof des Edelknechtes von Maroušek. Die Pfarre Bukovník wurde nach der Schlacht am Weißen Berg aufgehoben und die Kirche zur Filiale der Pfarre Nezamyslice. Ab 1679 gehörten die Güter den Herren Collator von Říčany. In den 1680er Jahren brannte das halbe Dorf und der Freihof nieder; das Großfeuer erfasste auch die Kirche, wobei der Kirchturm in zwei Teile zerbarst. Sebastian Collator veräußerte den Besitz an die Herren von Malowetz, später folgten die Herren von Schönthal (Šintál) und der Freiherr von Garmont. Dieser verkaufte die Herrschaft Mačice 1845 an den Glasfabrikanten Josef Taschek, der in Bukovník einen herrschaftlichen Hof anlegen ließ. Im Jahre 1832 brach in Bukovník die Cholera aus. Bis zur Mitte des 19. Jahrhunderts blieb das Dorf zum Gut Mačice untertänig, ein Haus gehörte zur Fideikommissherrschaft Schichowitz.
Nach der Aufhebung der Patrimonialherrschaften bildete Bukovník / Bukownik ab 1850 eine Gemeinde im Gerichtsbezirk Schüttenhofen. Ab 1868 gehörte die Gemeinde zum Bezirk Schüttenhofen. Im selben Jahre wurde das neue Pfarrhaus eingeweiht. Die Freiwillige Feuerwehr wurde 1881 gegründet. Nach dem Tod von Hubert Taschek ging der Großgrundbesitz der Familie Taschek 1912 an andere Besitzer über. Im Zuge der Aufhebung des Okres Sušice wurde Bukovník 1960 dem Okres Klatovy zugeordnet. Zwischen 1980 und 1992 war das Dorf nach Soběšice eingemeindet. Seit dem 1. Januar 1993 besteht die Gemeinde Bukovník wieder.

## Gemeindegliederung
Für die Gemeinde Bukovník sind keine Ortsteile ausgewiesen.

## Sehenswürdigkeiten
- Kirche St. Wenzel, der romanische Bau entstand in der Mitte des 13. Jahrhunderts. In den Jahren 1501 und 1510 stiftete Prokop Kotz von Dobrz der Kirche zwei neue Glocken. 1690 wurde sie barock umgestaltet und die Kapelle des hl. Josef angebaut. 1971 wurde die Kirche instand gesetzt. Die von einem Friedhof umgebene Kirche befindet sich an einer der höchsten Stellen des Ortes.
- Pfarrhaus, östlich neben der Kirche, es stammt aus dem Jahre 1850
- Speicher, östlich des Dorfes an der Straße nach Mačice
- ehemaliger Friedhof Krchůvek gegenüber dem Speicher, er wurde auf dem Feld Sejpka angelegt und war wahrscheinlich der ursprüngliche Friedhof des Dorfes. Heute befinden sich auf dem Platz drei gusseiserne Kreuze auf steinernen Sockeln. Der örtlichen Überlieferung nach sollen die drei Steine von einer heidnischen Opferstätte stammen und der Friedhof ein Massengrab aus der Zeit der Hussitenkriege sein.
- Gedenkstein für die Gefallenen des Ersten Weltkrieges

## Söhne und Töchter des Ortes
- Aus Bukovník stammt die böhmische Zirkusfamilie Kludský